# Mattis Mathiesen

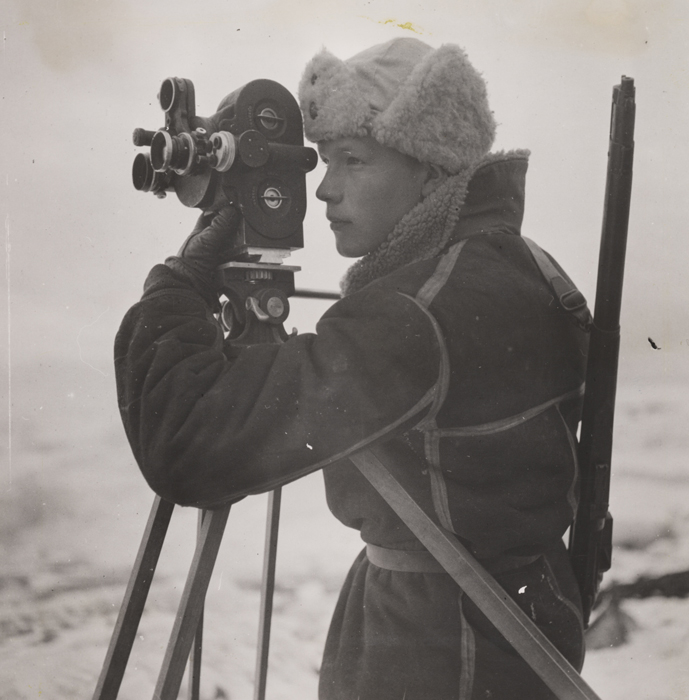
Mattis Mathiesen

Mattis Leonid Rakov Aleksewitch Mathiesen (* 30. Juni 1924 in Ålesund, Norwegen; † 9. Oktober 2010 in Bærum) war ein norwegischer Fotograf, Kameramann und Filmproduzent.

## Leben und Karriere
Mathiesen stammte ursprünglich aus Ålesund, wo er seine Kindheit verbrachte. Sein Großvater war ein russischer Einwanderer, der sich in Norwegen niederließ. In seiner Jugend reiste er 1941 mit einem Fischerboot von seiner Heimatstadt Ålesund nach England. Dort absolvierte er eine Filmkamera- und Fotografen-Ausbildung an einer militärischen Filmschule zusammen mit den späteren norwegischen Architekten Gunnar Fougner und Roald Jøraandstad. Während des Zweiten Weltkrieges diente er dann als Kriegsfotograf bei der britischen Marine und blieb bis zum Kriegsende in Großbritannien. Seit dem Anfang der 1950er Jahre war er in Norwegen bei Filmproduktionen zuerst im Bereich Kameraführung und Technik und anschließend auch als Kameramann tätig. Sein Debüt als Kameramann hatte er 1953 in dem Film Ung frue forsvunnet und stand später unter anderem in den Filmen 1963 Elskere und Vildanden hinter der Kamera. Zusammen mit Knut Andersen und Knut Bohwim gründeten sie 1962 die Filmgesellschaft Teamfilm, die unter anderem von 1969 bis 1984 die norwegische Filmreihe der Olsenbande produzierte, bei der er ebenfalls als Kameramann tätig war. Er war auch als Produzent bei den Film 1989 Viva Villaveien!, 1991 bei Frida – mit dem Herzen in der Hand und 1994 bei der Verfilmung Fredrikssons fabrikk tätig. Mathiesen hatte mehrmals bei den norwegischen Meisterschaften im Bridge des Norsk Bridgeforbund für den Akademisk bridgeklubb teilgenommen und lebte bis zu seinem Tod in Bærum.
Er wird oftmals mit dem norwegischen Schriftsteller Mathis Mathisen verwechselt.

## Filmografie

### Kameramann
- 1953: Ung frue forsvunnet
- 1954: Portrettet
- 1954: Aldri annet enn bråk
- 1954: Slik kan det gjøres. Husmorfilmen 1954
- 1955: Bedre enn sitt rykte
- 1957: Hjemme hos oss. Husmorfilmen 1957.
- 1962: Operasjon Løvsprett
- 1963: Elskere
- 1964: Nydelige nelliker
- 1964: Operasjon sjøsprøyt
- 1965: Skjær i sjøen
- 1966: Hurra for Andersens
- 1967: Det største spillet
- 1968: Sus og dus på by'n
- 1969: Olsen-Banden (Olsenbanden - Operasjon Egon)
- 1969: Brent jord
- 1970: Skulle det dukke opp flere lik, så er det bare å ringe…
- 1970: Olsenbanden og Dynamitt-Harry
- 1972: Olsenbanden tar gull
- 1973: Jentespranget
- 1973: Olsenbanden og Dynamitt-Harry går amok
- 1974: Olsenbanden møter kongen og knekten
- 1975: Glade vrinsk
- 1976: Olsenbanden for full musikk
- 1978: Olsenbanden + Data Harry sprenger verdensbanken
- 1979: Vi spillopper
- 1979: Olsenbanden og Dynamitt-Harry mot nye høyder
- 1981: Olsenbanden gir seg aldri!
- 1982: Henrys bakværelse
- 1982: Olsenbandens aller siste kupp
- 1984: Men Olsenbanden var ikke død

### Kameraführung und Elektrik
- 1951: Skadeskutt
- 1952: Nødlanding
- 1954: Shetlandsgjengen
- 1957: Same Jakki

### Produzent
- 1989: Viva Villaveien!
- 1991: Frida – mit dem Herzen in der Hand (Frida - med hjertet i hånden)
- 1994: Fredrikssons fabrikk - The movie

### Darsteller
1984: Men Olsenbanden var ikke død als Koch

### Regisseur
- 1968: Sus og dus på by'n (Segment "Det private initiativ")

## Auszeichnungen
- 1966: Leder for Nordisk TV- og filmunion
- 1970: Aamot-statuetten (Filmpreis)